# Kefaya
Kefaya ("Genoeg"), ook geschreven als Kifaya, is een Egyptische politieke beweging die in 2004 werd opgericht door George Isaac, Alaa Al Aswani en Abd Al-Halim Qandil. De beweging geldt als belangrijke voorloper van de Egyptische Revolutie van 2011.

## Achtergrond
De beweging had oorspronkelijk tot doel om verzet te bieden tegen de antidemocratische regeringsstijl van president Moebarak. Het moment van oprichting valt samen met het tijdstip toen Moebarak was begonnen zijn opvolging door zijn zoon Gamal voor te bereiden.
Aanvankelijk streef de beweging naar democratie en secularisme, en in aanloop van de verkiezingen van 2005 organiseerde het een aantal grote demonstraties tegen het bewind van Moebarak. Tijdens de verkiezingen verwierf de beweging weinig aanhang en verloor het sterk - weliswaar grotendeels vanwege manipulatie - van het Arabisch nationalisme van Moebarak, maar zelfs ook van het islamisme van zelfstandige leden van de Moslimbroederschap. Na de verkiezingen nam coördinator George Isaac steeds meer ideologieën over van zijn tegenstanders en in 2006 maakte de beweging een grote ideologische draai, met steun voor de Hezbollah en omarming van het islamisme.
De ommezwaai werd nog groter toen Isaac in de lente van 2007 plaats moest maken voor Abdel Wahab El-Messiri. El-Messiri is hoogleraar filosofie en een zelfverklaard deskundige op het gebied van Joden, judaïsme en zionisme, waarover hij een encyclopedie van acht delen schreef. Volgens terrorisme-expert en hoogleraar Barry Rubin zou de koers van Kefaya sindsdien zelfs antidemocratisch, anti-westers en antisemitisch zijn geworden.
Kefaya is niettemin een vooraanstaande oppositiebeweging gebleven. Tijdens de Egyptische Revolutie van 2011 was de oprichter Isaac een van de prominente demonstranten. Kefaya wordt gezien als belangrijke voorloper van deze revolutie.